# Polyzonus parvulus
Polyzonus parvulus är en skalbaggsart som beskrevs av J. Linsley Gressitt och Yves Rondon 1970. Polyzonus parvulus ingår i släktet Polyzonus och familjen långhorningar.
Artens utbredningsområde är Laos. Inga underarter finns listade i Catalogue of Life.